# Karszewo (powiat kętrzyński)
Karszewo (niem. Karschau) – wieś w Polsce położona w województwie warmińsko-mazurskim, w powiecie kętrzyńskim, w gminie Korsze.
W latach 1975–1998 miejscowość należała administracyjnie do województwa olsztyńskiego. Wieś jest siedzibą sołectwa, w skład którego oprócz Karszewa wchodzą jeszcze: Dąb, Giełpsz i Słępy.

## Części wsi
| SIMC    | Nazwa   | Rodzaj     |
| ------- | ------- | ---------- |
| 0478747 | Giełpsz | przysiółek |

## Historia
W 1645 roku urodził się tu Friedrich von der Groeben generał-lejtnant wojsk koronnych, jeden ze znanych przedstawicieli rodu von der Groeben.
Początki szkolnictwa w Karszewie są datowane na pierwszą połowę XVIII wieku, na okres panowania króla Prus Fryderyka Wilhelma I. W roku 1732 za sprawą działalności komisji szkolnej założono na terenie parafii Sątoczno osiem szkół pod przewodnictwem pastora Jakuba Michaela Webera, wśród nich także szkołę w Karszewie.
W 1913 r. majątek ziemski w Karszewie miał powierzchnię 565 ha.